# Hemithyrsocera danumensis
Hemithyrsocera danumensis es una especie de cucaracha del género Hemithyrsocera, familia Ectobiidae. Fue descrita por Roth, L. M. en 1995.

## Distribución
Esta especie se encuentra en Malasia.